# Fráncfort del Óder
Fráncfort del Óder, antiguamente llamada Francoforte del Óder o Francofuerte del Óder (en alemán: Frankfurt an der Oder, pronunciación: /ˈfʁaŋkˌfʊʁt an deːɐ̯ ˈoːdɐ/ⓘ) es una ciudad de Brandeburgo (Alemania), a orillas del río Óder y en la frontera polaco-alemana. La ciudad es sede de la Universidad Europea Viadrina. Al otro lado del Óder se encuentra la localidad polaca de Słubice, que formó parte de Fráncfort del Óder hasta 1945. La coletilla «del Óder» (der Oder) se le añade para diferenciarla de Fráncfort del Meno (Frankfurt am Main).

## Historia

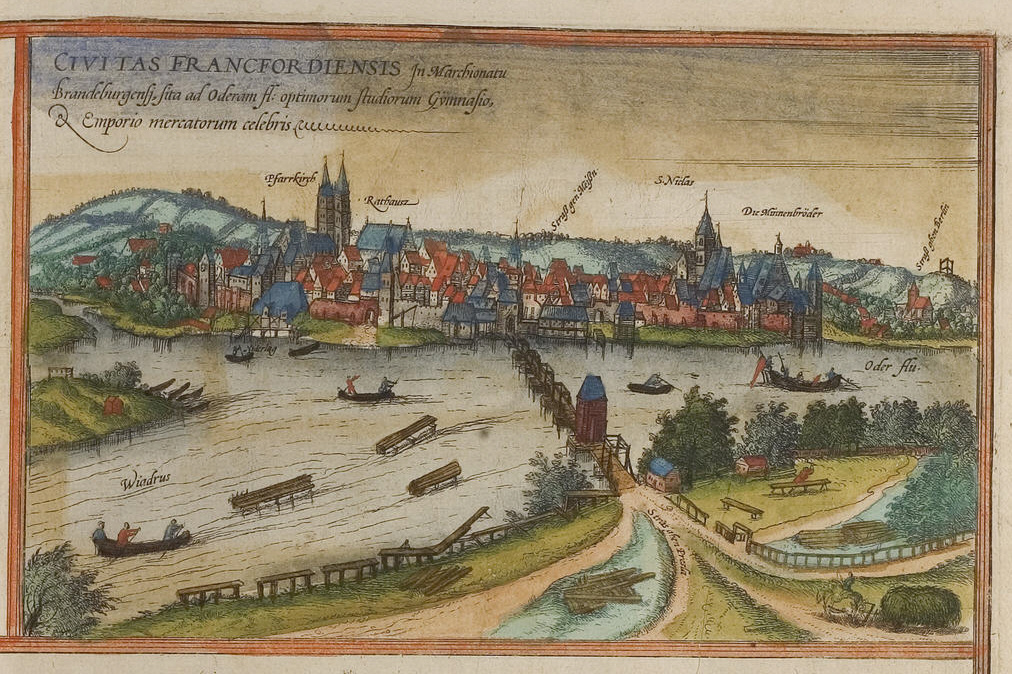
Fráncfort del Óder en el Civitates orbis terrarum

Durante los primeros años de la Segunda Guerra Mundial la ciudad sufrió daños relativamente moderados. Sin embargo, en febrero de 1944 la Royal Air Force realizó un ataque planificado. El resultado fueron 58 víctimas mortales con la destrucción de una fábrica y varias casas.
En abril de 1945 el Ejército Rojo llega a la ciudad en el marco de la batalla de Berlín. Al final de la guerra, el centro de la ciudad estaba destruido en más de un 90 %.[cita requerida]

## Geografía
Fráncfort del Óder está ubicada a 80 kilómetros de la capital alemana, Berlín.

## Demografía
- Desarrollo de la población en los actuales límites (Línea azul: Habitantes -- Línea de puntos: Comparación con el desarrollo de Brandenburgo; Fondo gris: Período del gobierno nazi -- Fondo Rojo: Época communista)
- Tendencias actuales (línea azul) y previsiones de la población

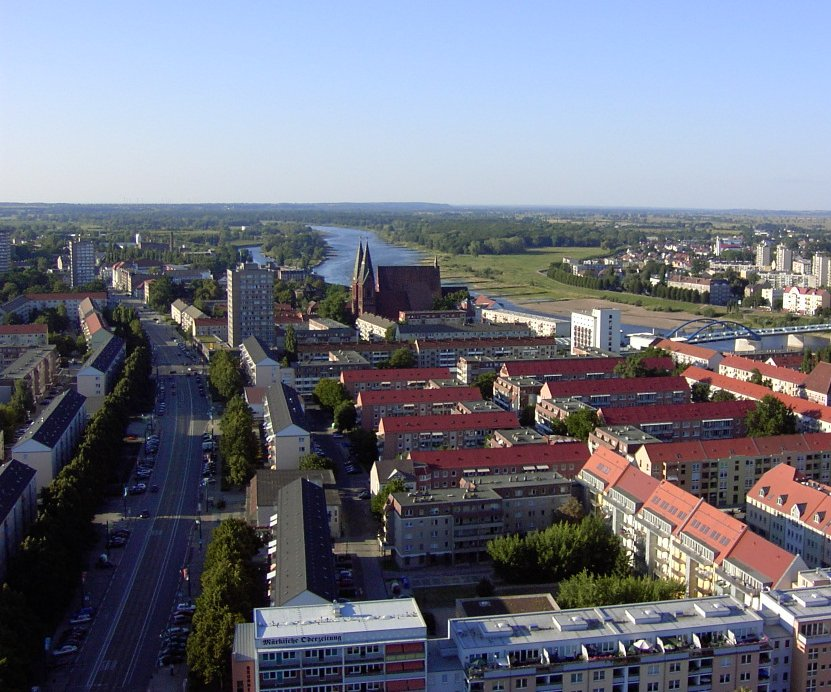
Vista de la ciudad

Las fuentes de datos se pueden encontrar en detalle en los Wikimedia Commons.

## Ciudades hermanadas
- Scandicci (Italia)
- Gorzów Wielkopolski (Polonia, 1975)
- Słubice (Polonia, 1975)
- Nimes (Francia, 1976)
- Vantaa (Finlandia, (1987)
- Heilbronn (Alemania, 1988)
- Vítebsk (Bielorrusia, 1991)
- Tzoran-Kadima (Israel, 1997)
- Yuma (Estados Unidos, 1997)
- Vratsa (Bulgaria, 2009)